# Rüdiger Göb
Rüdiger Göb (* 16. August 1928 in Berlin; † 21. Januar 2015) war ein deutscher Jurist, Ministerialdirektor im Bundesinnenministerium und Beigeordneter der Stadt Köln.

## Leben
1954 promovierte Göb an der rechtswissenschaftlichen Fakultät der Universität Köln mit der Arbeit „Der Einfluß des Bonner Grundgesetzes auf die Ausgestaltung der inneren Gemeindeverfassung“ zum Dr. jur. In den Jahren 1960 bis 1965 fungierte er als Hauptgeschäftsführer des Deutschen Gemeindetages, anschließend bekleidete er bis 1969 die Stelle eines Abteilungsleiters (Ministerialdirektors) im Bundesinnenministerium, bevor er 1970/71 Bundesgeschäftsführer der CDU wurde. Der in Rheinbach lebende Vater von vier Kindern lehrte an der Universität zu Köln als Honorarprofessor. 1989 wurde Rüdiger Göb das Bundesverdienstkreuz 1. Klasse verliehen. Als Autor, Schriftleiter und Herausgeber wirkte er zudem an zahlreichen Publikationen mit.
1950 wurde er Mitglied der katholischen Studentenverbindung KDStV Bavaria Bonn im CV, aus der er nach 1975 ausschied.

### Beigeordneter der Stadt Köln
Rüdiger Göb war als Beigeordneter für Stadtentwicklung und Statistik der Stadt Köln vom 1. Dezember 1975 bis zum 31. Oktober 1987 für die Neuausrichtung der Kölner Stadtentwicklung verantwortlich. In dieser Zeit legte er ein langfristig ausgelegtes Gesamtkonzept vor, das erstmals Ausbau- und Erneuerungspläne mit den Anforderungen seitens Stadtgestaltung, Sanierung des überkommenen Wohnungsbestandes und der Planung der Grün-, Freiraum- und Verkehrsflächen vereinte. In einem Nachruf wurde ihm „bundesweit Pionierarbeit“ bescheinigt. In Göb erhielt das Kölner Planungsressort gleichzeitig mit der umfänglichen Stadterweiterung im Rahmen des Köln-Gesetzes 1975 erstmals eine eigenständige Vertretung durch einen Beigeordneten. Die unter ihm, als „Erneuerungsbeigeordneten“, in die Wege geleiteten Planungen wirkten sich bis in die Landes- und Bundespolitik aus. Während seiner Amtszeit wurden beispielsweise die Neubeplanung des ehemaligen Güterbahnhofes Gereon (Mediapark) begonnen, oder auch des Sassenhofs (Hotel Maritim) an der Deutzer Brücke, sowie Stadterneuerungsplanungen für die Stadtteile Ehrenfeld, Kalk, Mülheim und Sülz initiiert.